# Frederick Fleet
Frederick Fleet (Liverpool, 1887. október 15. – Southampton, 1965. január 10.) a hat őrszem egyike a Titanic legénységéből. A Titanic végzetes éjszakáján ő és társa, Reginald Lee volt szolgálatban. A jéghegyet alig 460 méterre a hajótól vette észre, majd meghúzta a vészharangot és letelefonált a hídra. A szolgálatos tiszt parancsára a hajót elfordították, de már túl késő volt: a Titanic öt rekeszét felszakította a jéghegy. Fleet 1 óra 55 perckor menekült meg, a 6-os csónakban.

## Későbbi élete
Fleet még 1912 augusztusában elhagyta a hajótársaságot, majd 24 éven keresztül hajózott más hajótársaságokkal. 
1964. december 28-án Fleet felesége meghalt. Ezután lett depressziós és öngyilkosságba menekült, felakasztotta magát.

## Külső hivatkozások
- Életrajza a titaniclady.net archivált oldalán (angolul)

1. ↑  Encyclopedia Titanica (angol nyelven)